# Ryoko Akamatsu
Ryoko Akamatsu (Osaka, 29 de agosto de 1929-7 de febrero de 2024) fue una diplomática, funcionaria y política japonesa.

## Biografía
Estudió en la Universidad de Tokio y en la Universidad Tsuda.
Fue embajadora de Japón en Uruguay. Fungió como Ministra de Educación en el Gabinete Hata y el Gabinete Hosokawa.
En 1999 fundó la organización “Win, Win”, cuyo objetivo es ayudar económicamente a las mujeres que desean ingresar a la política.
Akamatsu falleció el 7 de febrero de 2024 a los 94 años.

## Libro
- 1987, La literatura japonesa y la mujer.
- 1997, Autobiografía

## Premios
- Gran Cordón de la Orden del Sol Naciente.